# Thomas Paulot
Thomas Paulot est un réalisateur français né en 1991 à Paris.

## Biographie
Thomas Paulot a suivi des études de cinéma à Londres au Central Saint Martins College of Art and Design et en Suisse à l'ECAL.
Son premier long métrage, Municipale - qui « mêle documentaire et fiction en propulsant un acteur comme candidat à l’élection municipale d’une petite ville des Ardennes » -, a été présenté au Festival de Cannes 2021.

## Filmographie

### Courts métrages[4]
- 2016
- 2019 : Le Ciel des bêtes
- 2016 : Stardom
- 2017

### Long métrage
- 2021 : Municipale